# 다이족
다이족(중국어 간체자: 傣族, 병음: Dǎizú, 태국어: ไทลื้อ, 영어: Dai people, 중국조선어: 태족, 따이족)은 중화인민공화국의 공인 소수민족의 일종으로, 주로 윈난성의 시솽반나 다이족 자치주와 더훙 다이족 징포족 자치주에 살며 타이계 언어를 쓰는 타이계 민족들을 통틀어 이르는 분류이다. 인근의 라오스, 베트남, 태국, 미얀마에도 샨족 등 같은 계통의 민족들이 분포하는데 이들까지 포함하여 다이족이라고 부르기도 한다.
2000년 제5차 전국인구조사 통계에서는 인구는 약 1,158,989명으로 중국정부가 공인하는 56개의 민족 중에서 19번째로 많다. 민족식별 전에는 파이족(擺夷族)이라고 불렸었다.

## 신앙
다이족의 사람들은 얼굴의 코를 온 세상의 중심으로 생각하여 3대 원소 "공기","불","물" 이 모이는 곳으로 생각한다. 다이족의 탄생 신화중에 노코(Nö Có)신은 코가 없는 신이며 세상을 탄생 시킬때 자신의 중심을 이용하여 이러한 것으로 전해진다. 특이하게 코가 작은 사람이 미의 기준이다.

## 역사
고대에 쳉훙 왕국을 세웠으며 원나라 대에 중국에 종속되어 중국의 간접 지배가 명나라와 청나라 대까지 이어졌다. 1953년 중국 정부가 현지 지도자의 통치를 끝냈다.

## 하위 집단
따이르족(Tai Lü, 傣泐), 따이느아족(Tai Nüa, 傣那), 따이담족(Tai Dam, 傣擔), 따이돈족(Tai Khao, 傣端) 등 다양한 따이족 집단들이 다이족으로 분류되어 있다.

## 같이 보기
- 중국의 민족
- 시솽반나 다이족 자치주
- 더훙 다이족 징포족 자치주